# The Cuphead Show!
The Cuphead Show! (titulada como ¡El show de Cuphead! en Latinoamérica y ¡La serie de Cuphead! en España), es una serie web animada creada por Chad y Jared Moldenhauer y desarrollada por Dave Wasson para Netflix. Está basada en el videojuego Cuphead de Studio MDHR. La serie tuvo una vista preliminar en el Festival Internacional de Cine de Animación de Annecy en junio de 2020, esto sin haber concluido la producción de algún episodio, y se estrenó en Netflix el 18 de febrero de 2022.
El 2 de marzo de 2022, Netflix renovó la serie para una segunda temporada, la cual fue estrenada el 19 de agosto de 2022. El 24 de octubre de 2022, la serie se renovó para una tercera temporada, que fue estrenada el 18 de noviembre de 2022.

## Sinopsis
Basada en el exitoso videojuego Cuphead, el programa sigue las desventuras del impulsivo Cuphead y su cauteloso hermano Mugman.

## Reparto vocal
| Personaje    | Voz original          | Castellano                | Latinoamericano   |
| ------------ | --------------------- | ------------------------- | ----------------- |
| Cuphead      | Tru Valentino         | Rafa Romero               | Sergio Pinto      |
| Mugman       | Frank T. Todaro       | David Robles              | Giovanni Cruz     |
| Devil        | Luke Millington-Drake | Guillermo Romero          | Felipe Ballestas  |
| Elder Kettle | Joe Hanna             | Carlos Ysbert             | Hermes Camelo     |
| Ms. Chalice  | Grey Griffin          | Ana Esther Alborg         | Katherine Guzmán  |
| Porkrind     | Cosmo Serguson        | Pedro Tena                | Fernando Manrique |
| King Dice    | Wayne Brady           | Eduardo Bosch             | Harold Leal       |
| Henchman     | Dave Wasson           | Francisco Javier Martínez | Jair Vázquez      |

## Episodios

### Temporadas
| Temporada | Temporada | Episodios | Episodios | Lanzamiento original    | Lanzamiento original    |
| --------- | --------- | --------- | --------- | ----------------------- | ----------------------- |
|           | 1         | 12        | 12        | 18 de febrero de 2022   | 18 de febrero de 2022   |
|           | 2         | 13        | 13        | 19 de agosto de 2022    | 19 de agosto de 2022    |
|           | 3         | 11        | 11        | 18 de noviembre de 2022 | 18 de noviembre de 2022 |

#### Temporada 1 (2022)
| N.º en serie | N.º en temp. | Título                                                                                     | Dirigido por | Guionizado por                       | Fecha de lanzamiento original | Código de prod. |
| ------------ | ------------ | ------------------------------------------------------------------------------------------ | ------------ | ------------------------------------ | ----------------------------- | --------------- |
| 1            | 1            | «Carn-Evil» «La Feriabólica (ES) Carnaval del Diablo (LATAM)»                              | Adam Paloian | Adam Paloian                         | 18 de febrero de 2022         | 101             |
| 2            | 2            | «Baby Bottle» «Biberón (ES) Cuidar de un Bebé (LATAM)»                                     | Clay Morrow  | Casey Alexander y Dan Becker         | 18 de febrero de 2022         | 102             |
| 3            | 3            | «Ribby & Croaks» «Ribby y Croacks (ES/LATAM)»                                              | Adam Paloian | Benjamin Arcand e Ian Vasquez        | 18 de febrero de 2022         | 103             |
| 4            | 4            | «Handle with Care» «Muy Frágil (ES) Con Cuidado (LATAM)»                                   | Clay Morrow  | Dan Becker y Kennedy Tarell          | 18 de febrero de 2022         | 104             |
| 5            | 5            | «Roll the Dice» «Los Dados de la Suerte (ES) Lanzar los Dados (LATAM)»                     | Adam Paloian | Benjamin Arcand e Ian Vasquez        | 18 de febrero de 2022         | 105             |
| 6            | 6            | «Ghosts Ain't Real» «Los Fantasmas no Existen (ES/LATAM)»                                  | Adam Paloian | Benjamin Arcand e Ian Vasquez        | 18 de febrero de 2022         | 106             |
| 7            | 7            | «Root Packed» «La Banda de los Tubérculos (ES) Repleto de Raíces (LATAM)»                  | Clay Morrow  | Karl Hadrika, Zoë Moss y Dave Thomas | 18 de febrero de 2022         | 107             |
| 8            | 8            | «Sweater Off Dead (Part 1)» «El Suéter Protector (ES) Mejor con Suéter que Muerto (LATAM)» | Adam Paloian | Megan Boyd y Fernando Puig           | 18 de febrero de 2022         | 108             |
| 9            | 9            | «Sweater Luck Next Time (Part Two)» «Mejor Suéter la Próxima Vez (ES/LATAM)»               | Clay Morrow  | Dan Becker y Kennedy Tarell          | 18 de febrero de 2022         | 109             |
| 10           | 10           | «Dangerous Mugman» «El Peligroso Mugman (ES/LATAM)»                                        | Clay Morrow  | Karl Hadrika y Zoë Moss              | 18 de febrero de 2022         | 110             |
| 11           | 11           | «Dirt Nap» «A dos Metros Bajo Tierra (ES) Pasar a Mejor Sueño (LATAM)»                     | Clay Morrow  | Karl Hadrika y Zoë Moss              | 18 de febrero de 2022         | 111             |
| 12           | 12           | «In Charm's Way» «Un Encanto Arrollador (ES) En Riesgo y Encanto (LATAM)»                  | Adam Paloian | Megan Boyd y Fernando Puig           | 18 de febrero de 2022         | 112             |

#### Temporada 2 (2022)
| N.º en serie | N.º en temp. | Título                                                                                          | Dirigido por               | Guionizado por                                           | Fecha de lanzamiento original | Código de prod. |
| ------------ | ------------ | ----------------------------------------------------------------------------------------------- | -------------------------- | -------------------------------------------------------- | ----------------------------- | --------------- |
| 13           | 1            | «Jailbroken (Part 2)» «Fugitivos (ES) El Escape Desmotivador (LATAM)»                           | Adam Paloian               | Megan Boyd y Fernando Puig                               | 19 de agosto de 2022          | 201             |
| 14           | 2            | «Charmed & Dangerous (Part 3)» «Encantador y Peligrosos (ES) Peligrosamente Encantados (LATAM)» | Clay Morrow                | Dan Becker y Kennedy Tarrell                             | 19 de agosto de 2022          | 202             |
| 15           | 3            | «A High Seas Adventure!» «Aventura en Altamar (ES/LATAM)»                                       | Adam Paloian               | Megan Boyd, Fernando Puig, Benjamin Arcand e Ian Vazquez | 19 de agosto de 2022          | 203             |
| 16           | 4            | «Another Brother» «Otro Hermano (ES/LATAM)»                                                     | Adam Paloian               | Megan Boyd y Fernando Puig                               | 19 de agosto de 2022          | 204             |
| 17           | 5            | «Sweet Temptation» «Dulce Tentación (ES/LATAM)»                                                 | Clay Morrow                | Karl Hadrika y Zoë Moss                                  | 19 de agosto de 2022          | 205             |
| 18           | 6            | «The I Scream Man» «El Gritón de los Helados (ES) El Hombre de los Hela-Gritos (LATAM)»         | Adam Paloian               | Benjamin Arcand e Ian Vazquez                            | 19 de agosto de 2022          | 206             |
| 19           | 7            | «Piano Lesson» «La Clase de Piano (ES/LATAM)»                                                   | Clay Morrow                | Dan Becker y Kennedy Tarrell                             | 19 de agosto de 2022          | 207             |
| 20           | 8            | «Release The Demons!» «¡Soltad a los Demonios! (ES) Liberen a los Demonios (LATAM)»             | Adam Paloian y Clay Morrow | Benjamin Arcand e Ian Vazquez                            | 19 de agosto de 2022          | 208             |
| 21           | 9            | «Dead Broke» «A Dos Velas (ES) En Bancarrota (LATAM)»                                           | Adam Paloian               | Megan Boyd y Fernando Puig                               | 19 de agosto de 2022          | 209             |
| 22           | 10           | «Rats All, Folks» «¡Eso es Todo, Amigos! (ES) Eso es Todo Ratas (LATAM)»                        | Clay Morrow                | Karl Hadrika, Zoë Moss y Casey Alexander                 | 19 de agosto de 2022          | 210             |
| 23           | 11           | «Say Cheese» «Mirad al Pajarito (ES) Sonrían (LATAM)»                                           | Clay Morrow                | Dan Becker y Kennedy Tarrell                             | 19 de agosto de 2022          | 211             |
| 24           | 12           | «Lost In The Woods» «Perdidos en el Bosque (ES/LATAM)»                                          | Clay Morrow                | Jules Bridgers                                           | 19 de agosto de 2022          | 212             |
| 25           | 13           | «The Devil's Pitchfork (Part 1)» «El Tridente del Diablo (ES/LATAM)»                            | Clay Morrow                | Karl Hadrika y Zoë Moss                                  | 19 de agosto de 2022          | 213             |

#### Temporada 3 (2022)
| N.º en serie | N.º en temp. | Título | Dirigido por | Guionizado por                                             | Fecha de lanzamiento original | Código de prod. |
| ------------ | ------------ | --- | ------------ | ---------------------------------------------------------- | ----------------------------- | --------------- |
| 26           | 1            | «The Devil's Revenge! (Part 2)» «La Venganza del Diablo (ES/LATAM)»                                       | Adam Paloian | Benjamin Arcand y Ian Vazquez                              | 18 de noviembre de 2022       | 301             |
| 27           | 2            | «Don't Answer The Door» «¡No Abráis la Puerta! (ES) No Abran la Puerta (LATAM)»                           | Adam Paloian | Fernando Puig                                              | 18 de noviembre de 2022       | 302             |
| 28           | 3            | «Cupstaged» «La Audición (ES/LATAM)»                                                                      | Clay Morrow  | Dan Becker y Kennedy Tarrell                               | 18 de noviembre de 2022       | 303             |
| 29           | 4            | «Roadkill» «El Atropello (ES/LATAM)»                                                                      | Clay Morrow  | Nick Lauer y Austin Faber                                  | 18 de noviembre de 2022       | 304             |
| 30           | 5            | «Holiday Tree-dition» «El Árbol de Navidad (ES) Tradición Navideña (LATAM)»                               | Clay Morrow  | Jared Morgan y Zoë Moss                                    | 18 de noviembre de 2022       | 305             |
| 31           | 6            | «A Very Devil Christmas» «Una Navidad Diabólica (ES) Una Navidad Endiablada (LATAM)»                      | Adam Paloian | Karl Hadrika, Benjamin Arcand, Fernando Puig y Ian Vazquez | 18 de noviembre de 2022       | 306             |
| 32           | 7            | «Special Delivery (Part 1)» «Un Paquete Especial (ES) Entrega Especial (LATAM)»                           | Clay Morrow  | Jared Morgan y Zoë Moss                                    | 18 de noviembre de 2022       | 307             |
| 33           | 8            | «Down & Out» «La Tradición (ES/LATAM)»                                                                    | Adam Paloian | Benjamin Arcand, Ian Vazquez y Sam Kessler                 | 18 de noviembre de 2022       | 308             |
| 34           | 9            | «Joyride (Part 2)» «Un Día Sorprendente (ES) Un Paseo Sorprendente (LATAM)»                               | Clay Morrow  | Nick Lauer y Austin Faber                                  | 18 de noviembre de 2022       | 309             |
| 35           | 10           | «Dance With Danger (Part 3)» «Un Baile Peligroso (ES) Bailar con el Peligro (LATAM)»                      | Clay Morrow  | Jared Morgan y Zoë Moss                                    | 18 de noviembre de 2022       | 310             |
| 36           | 11           | «The Devil & Ms. Chalice (Part 4)» «El Diablo y Ms. Chalice (ES) El Diablo y la Señorita Chalice (LATAM)» | Adam Paloian | Benjamin Arcand y Michael Ruocco                           | 18 de noviembre de 2022       | 311             |

## Producción

### Desarrollo
En julio de 2019, se anunció que Netflix había dado luz verde a la serie. Chad y Jared Moldenhauer de Studio MDHR son los productores ejecutivos, junto con C.J. Kettler de King Features Syndicate, Dave Wasson y Cosmo Segurson. Clay Morrow y Adam Paloian son los directores de supervisión. La serie está animada por Lighthouse Studios, con música compuesta por Ego Plum. La primera temporada de 12 episodios se estrenó el 18 de febrero de 2022. Antes del lanzamiento de la primera temporada, el 25 de enero de 2022 se anunció que la serie se había renovado para una segunda y tercera temporada con un pedido de 48 episodios emitido por Netflix, que incluye la primera temporada.